# Lassana Cassamá
Lassana Cassamá – trener piłkarski z Gwinei Bissau.

## Kariera trenerska
Obecnie pracuje jako główny trener kobiecej reprezentacji Gwinei Bissau.